# Академическая гребля на летних Олимпийских играх 1908 — четвёрки
Соревнования среди четвёрок в академической гребле среди мужчин на летних Олимпийских играх 1908 прошли с 28 по 31 июля. Приняли участие 16 спортсменов из трёх стран.

## Призёры
| Золото                                                                             | Серебро                                                                      | Бронза                                                                      |
| Великобритания Джеймс Гиллен · Кольер Кадмор · Дункан Маккиннон · Джон Сомерс-Смит | Великобритания Гарольд Баркер · Гордон Томсон · Филипп Филлол · Джон Феннинг | Канада Гордон Белфор · Беше Гейл · Чарльз Ридди · Джеффри Тейлор            |
| Великобритания Джеймс Гиллен · Кольер Кадмор · Дункан Маккиннон · Джон Сомерс-Смит | Великобритания Гарольд Баркер · Гордон Томсон · Филипп Филлол · Джон Феннинг | Нидерланды Йохан Бурк · Альбертус Вилсма · Бернардус Крон · Германнус Хёфте |

## Соревнование

### Полуфинал
| Место | Спортсмен                                                                       | Результат  |
| ----- | ------------------------------------------------------------------------------- | ---------- |
| 1     | Великобритания Джеймс Гиллен, Кольер Кадмор, Дункан Маккиннон, Джон Сомерс-Смит | 8:34,0     |
| 2     | Канада Гордон Белфор, Беше Гейл, Чарльз Ридди, Джеффри Тейлор                   | Неизвестно |

| Место | Спортсмен                                                                 | Результат  |
| ----- | ------------------------------------------------------------------------- | ---------- |
| 1     | Великобритания Гарольд Баркер, Гордон Томсон, Филипп Филлол, Джон Феннинг | 9:04,0     |
| 2     | Нидерланды Йохан Бурк, Альбертус Вилсма, Бернардус Крон, Германнус Хёфте  | Неизвестно |

### Финал
| Место | Спортсмен                                                                       | Результат  |
| ----- | ------------------------------------------------------------------------------- | ---------- |
| 1     | Великобритания Джеймс Гиллен, Кольер Кадмор, Дункан Маккиннон, Джон Сомерс-Смит | 8:34,0     |
| 2     | Великобритания Гарольд Баркер, Гордон Томсон, Филипп Филлол, Джон Феннинг       | Неизвестно |